# Wettersteinalm

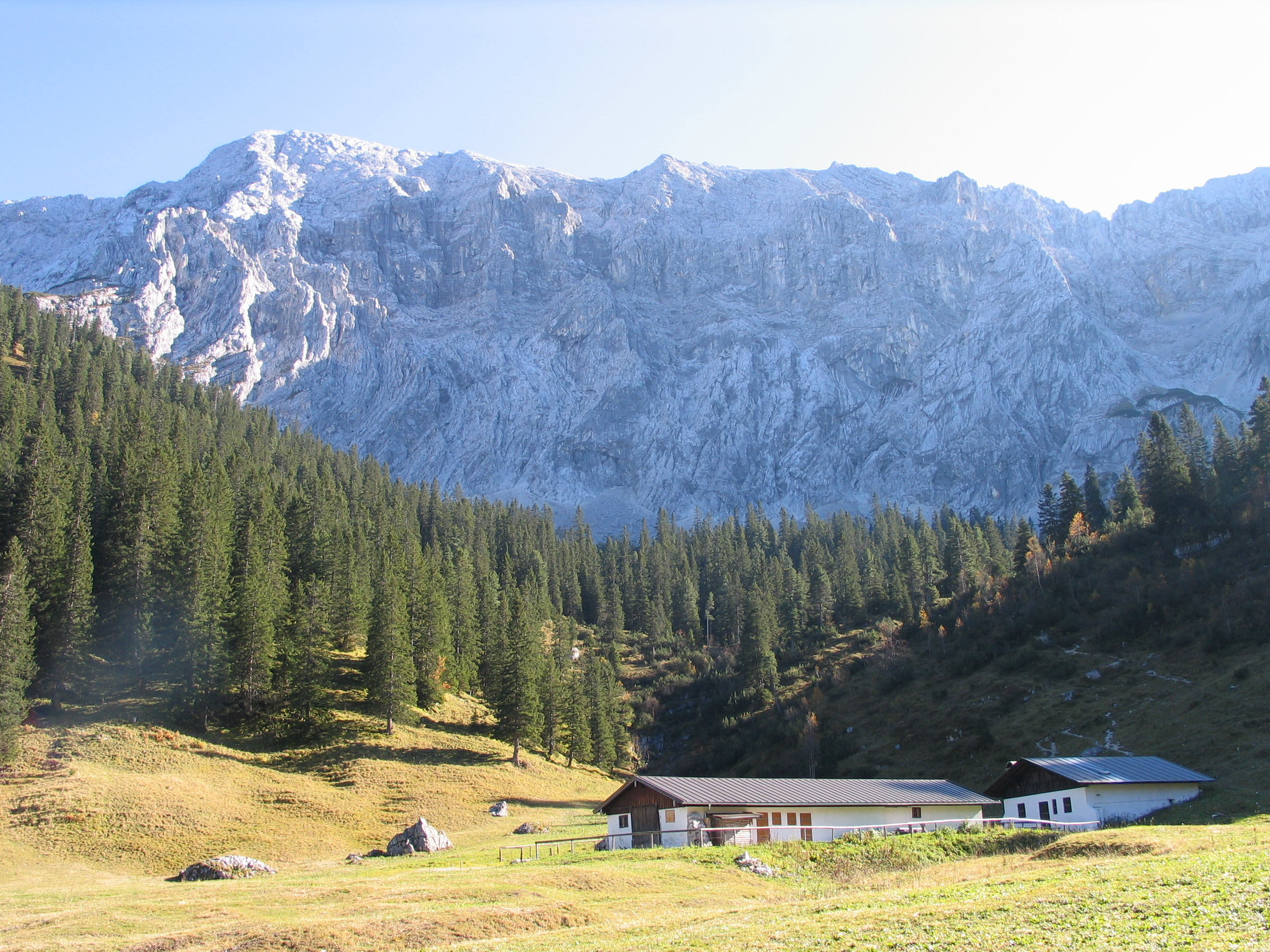
Wettersteinalm vor Wettersteinwand

Die Wettersteinalm (auch Wettersteinalpe) ist eine Alm im Wettersteingebirge, die auf einer Höhe von 1464 m ü. NHN auf halber Strecke zwischen Elmau (1008 Meter) und dem Königshaus und dem Schachenhaus (1866 Meter) am Schachen liegt. Die Wettersteinalm bietet einen guten Blick auf die Wettersteinwand und man kann von hier durch das Angerloch zur Meilerhütte (2374 Meter) aufsteigen.
Auf der Wettersteinalpe wird schon seit Jahrhunderten Vieh gesömmert. Da die Jungrinder im Sommer nur etwa zwei bis drei Monate auf der Wettersteinalpe weiden, ist die Wettersteinalm nur ungefähr von Juni bis September geöffnet.